# Koszmosz–1443
Koszmosz–1443 (oroszul: Космос 1443) vagy TKSZ–3 szovjet TKSZ típusú űrhajó volt, melyet 1983-ban indítottak a Szaljut–7 űrállomáshoz.

## Küldetés
Önálló feladatként műszaki berendezések, hajtóművek, gázfúvókák tesztelése. Automatikus üzemmódban szállítási feladat ellátása (műszerek, berendezések, élelmiszer, üzemanyag). Kisegítő egységként manőverezési feladatok végzése a főhajtóművel, illetve apró korrekciók a segédhajtóművekkel (gázfúvókákkal). A visszatérő modul három űrhajós szállítására alkalmas. Szolgálati ideje alatt az „utastér” rakományt szállított. A Szojuz T–9 legénysége végezte el a kirakodást, a tudományos anyagok és a hulladék átrakodását.

## Jellemzői

A TKSZ űrhajó jellegrajza

Az űrhajót a Hrunyicsev Gépgyár készítette.
1983. március 2-án a Bajkonuri űrrepülőtérről egy Proton–K hordozórakétával alacsony Föld körüli pályára.
Az orbitális egység pályája 89 perces, 51.6 fokos hajlásszögű, az elliptikus pálya perigeuma 194 kilométer, apogeuma 261 kilométer volt. Tartalék üzemanyag-ellátása lehetővé tette, hogy pályamanővereket hajtson végre.
Önálló feladat végrehajtása közben 7 alkalommal módosította pályáját. A sorozat felépítését, szerkezetét, alapvető fedélzeti rendszereit tekintve egységesített, szabványosított tudományos-kutató űreszköz. Áramforrása kémiai akkumulátor és napelemek kombinációja. Március 10-én első modulként csatlakozott a Szaljut–7 űrállomáshoz. A modul hasznos tömege 20 tonna. Összekapcsolt állapotban 7 alkalommal végeztek pályakorrekciót. Hat hónapig, összesen 200,62 napot volt összekapcsolt állapotban az űrállomással.
Augusztus 19-én földi parancsra a szállító-ellátó/visszatérő egység levált a Szaljut–7 űrállomásról, szállító-ellátó- és visszatérő egység elvált egymástól.
Augusztus 23-án a visszatérő modul belépett a légkörbe és hagyományos – ejtőernyős leereszkedés – módon leszállt a Földre, 350 kilogramm kutatási anyagot szállítva.
Szeptember 19-én a szállítóegység a Csendes-óceán felett belépett a légkörbe és megsemmisült.

## Külső hivatkozások
- Koszmosz–1443. lib.cas.cz. [2013. október 13-i dátummal az eredetiből archiválva]. (Hozzáférés: 2013. április 16.)
- Koszmosz–1443. astronautix.com. (Hozzáférés: 2013. április 16.)
- Koszmosz–1443. nasa.gov. (Hozzáférés: 2013. április 16.)